# Židé v Maďarsku
Židé v Maďarsku jsou významnou evropskou židovskou komunitou. Maďarsko je v současné Evropě výjimečné tím, že má stále poměrně početnou židovskou populaci i rušný židovský kulturní i náboženský život. Židovská populace v Maďarsku je dnes (2007) největší ve středo-východní Evropě a čítá zhruba 49 000 osob.

## Dějiny a současnost

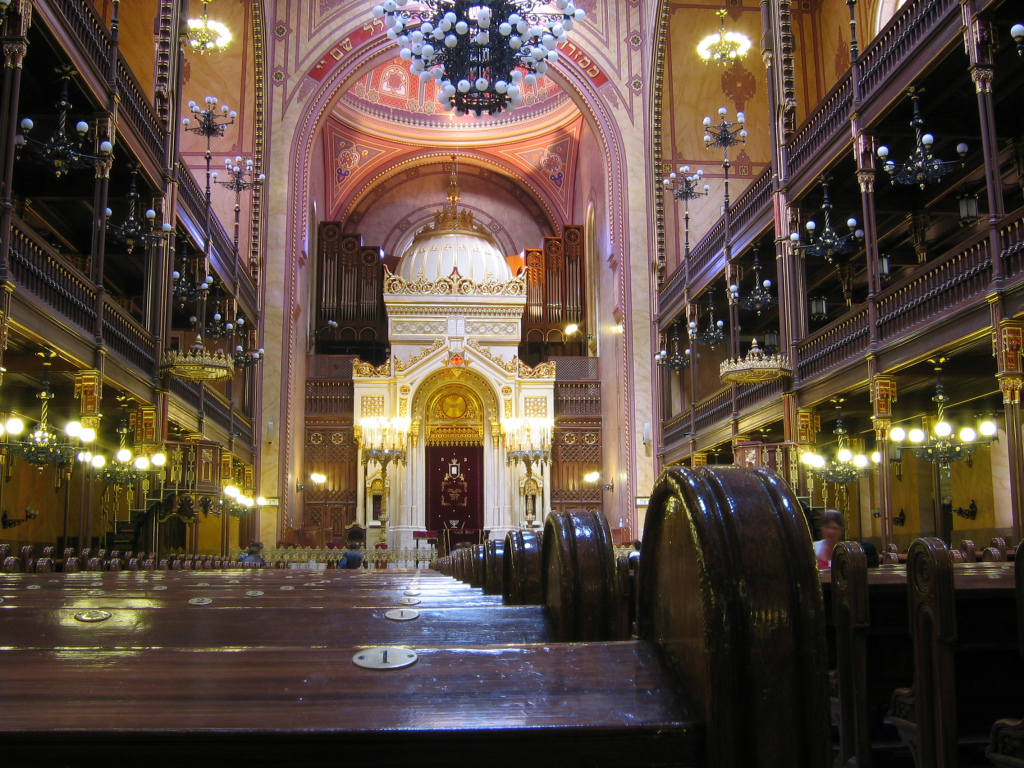
Interiér Velké synagogy v Budapešti

V roce 1930 bylo v Maďarsku více než 5 % (tj. 444 567) obyvatelstva židovského vyznání. V Budapešti byl podíl Židů mnohem větší, než ve zbytku země, jednalo se o pětinu obyvatelstva.
Jedním z hlavních problémů současnosti je asimilace židovského obyvatelstva. V 90. letech 20. století byl stále problémem antisemitismus a radikální nacionalistická uskupení. V letech 1992 a 1993 proběhly rasově motivované útoky na Židy, Romy a studenty ze zahraničí.
Dnes je Budapešť jedním z mála měst v Evropě, která se mohou pochlubit velkým počtem činných synagog, několika rabíny, kantory, židovskými řezníky i svým vlastním rabínským seminářem. V Budapešti také stojí největší synagoga v Evropě – Velká synagoga – která je zároveň čtvrtou největší synagogou na světě.
V hlavním městě jsou tři židovské školy a také jedna střední škola – Gymnázium Anny Frankové. V Budapešti dvakrát měsíčně vychází noviny a jednou měsíčně časopis zaměřující se na současné události týkající se místního židovstva. Je zde také 10 košer řeznictví, košer pekařství a restaurace.
Maďarsko je exportérem macesů, košer vína a košer masa.

## Demografie
Zdroje dat: rok 1933, rok 1950, rok 1965 Archivováno 29. 9. 2011 na Wayback Machine., rok 1980 Archivováno 29. 9. 2011 na Wayback Machine., rok 2002, rok 2005 Archivováno 4. 8. 2019 na Wayback Machine.

## Osobnosti
Mezi židovské osobnosti narozené v Maďarsku patří například finančník George Soros, iluzionista Harry Houdini, novinář a sionista Theodor Herzl, maďarský premiér Mátyás Rákosi, válečný fotograf Robert Capa, šachistka Judit Polgárová, fyzici Edward Teller a Leó Szilárd, spisovatel a politický aktivista Elie Wiesel, tvůrce bojového systému Krav maga Imi Lichtenfeld, herečka Zsa Zsa Gaborová, skladatel Emmerich Kálmán, matematici John von Neumann a Pál Erdős, spisovatel a filozof Arthur Koestler a novinář Joseph Pulitzer.
Židovské předky z Maďarska měl i americký herec Paul Newman, módní návrhář Calvin Klein a zpěvák Paul Simon.